# Flavia Julia Constancia
Flavia Julia Constancia (en latín, Flavia Julia Constantia; después de 293-h. 330) fue una emperatriz romana consorte, esposa del emperador Licinio. Era la hija del emperador Constancio Cloro y su segunda esposa, Flavia Maximiana Teodora.

## Biografía
En 313, el emperador Constantino I, que era medio hermano paterno de Constancia, la entregó en matrimonio a su coemperador Licinio con motivo de su encuentro en Mediolano. Le dio un hijo, Valerio Liciniano Licinio, en 315, y cuando la lucha entre Constantino y Licinio estalló en 316, ella permaneció del lado de su esposo. Una segunda guerra empezó entre los dos emperadores en 324; después de la derrota de Licinio, Constancia intercedió ante Constantino por la vida de su esposo. Constantino no le mató en aquel momento, sino que obligó a Licinio a vivir en Tesalónica como un ciudadano privado, pero al año siguiente , en 325, ordenó la ejecución de Licinio. Un segundo golpe para Constancia fue la muerte, también por orden de Constantino, de su hijo Licinio el Joven.
En los años posteriores, Constancia vivió en la corte de su hermano, recibiendo honores bajo el título de nobilissima femina. Se convirtió al cristianismo, apoyando al partido arriano en el Primer concilio de Nicea (325).
La ciudad de Constanţa, Rumanía recibió su nombre de ella.